# Ichneumon adelungi
Ichneumon adelungi är en stekelart som beskrevs av Kokujev 1909. Ichneumon adelungi ingår i släktet Ichneumon och familjen brokparasitsteklar. Inga underarter finns listade i Catalogue of Life.